# الأدب الإسباني في عصر النهضة

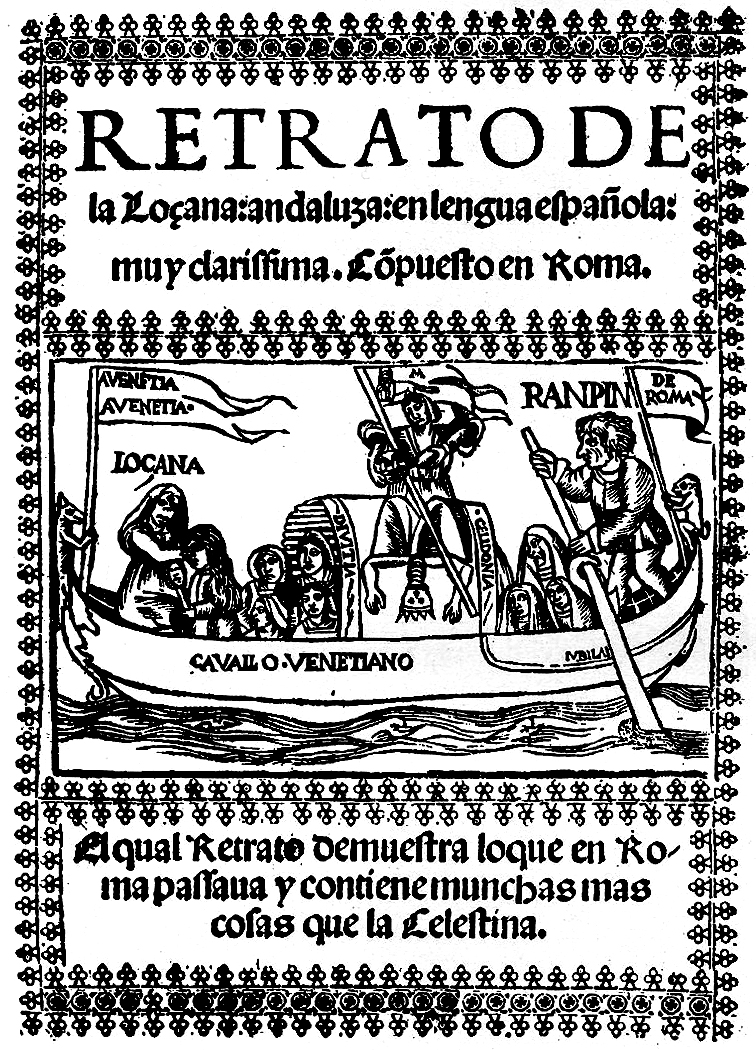

فرضت العلاقات الدينية والسياسية والأدبية والحربية تأثراً وتأثيراً ثقافيا واسعاً بين إيطاليا وإسبانيا منذ منتصف القرن الخامس عشر. وعزز تسلم اسمين لامعين من مدينة فلنسية الإسبانية أليخاندرو الثالث وكاليكستو السادس كرسي البابوية العلاقات الثقافية بين قشتالة ومملكة أراغون وكاتالونيا وروما. 
كتبت وترجمت في إيطاليا أشهر الأعمال الأدبية الإسبانية مثل أماديس دي جاولا ولاثلستينا وسجن الحب، وأشهر المنظومات الشعرية مثل خورخي مانريكي وإنيغو لوبيث دي ميندوثا (ماركيز دي سانتيانا)، وأشهر المصنفات والإنتاجات الشعبية مثل التراتيل والقصص. وهو ما حصل أيضاً في الجانب الإسباني بالنسبة للأعمال الإيطالية، مثل «القدس محررة» لمؤلفها توركواتو تاســو.
كانت للعلاقات الإسبانية-الإيطالية أهمية قصوى حملت إلى شبه الجزيرة الإيبيرية روح العلم والثقافة من خلال عصر النهضة الإسبانية.

## الأيديولوجية
استجابت عقلية عصر النهضة للحركة الإنسانية ذات السمات التالية:
- إعادة الاعتبار للإرث اليوناني الروماني الذي يسعى للبحث عن مقياس جديد لتقييم الفرد.
- مركزية الإنسان؛ فالإنسان هو مركز الكون، يملك كامل القدرة على التحكم بالعالم وتحديد مصيره.
- تقديم العقل على المشاعر، ليسود التوازن والاعتدال والوئام.
- تقديم نموذج جديد للرجل يتجسد في رجل البلاط بالداساري كاستيليوني، وهو فارس وشاعر ومحارب مثالي.
- النموذج الجديد للجمال، تصوير الطبيعة والمرأة والحب بأجمل صورها المثالية. فهو لا يصف العالم كما هو بل كما ينبغي أن يكون.

## الحركة الإنسانية في إسبانيا
على الرغم من سقوط الأندلس عام 1492 واستيلاء الإسبان على غرناطة المُسلمة وطرد اليهود من شبه الجزيرة الإيبيرية عبر مرسوم الحمراء، إلا أن ثلاثة أديان تعايشت مع بعضها: الإسلام واليهودية والمسيحية، وسيطرت المسيحية على السلطة السياسية كونها ديانة الأغلبية العظمى للشعب. ولهذا السبب نشأت محاكم التفتيش كقسم من أقسام الدولة والكنيسة معاً، ومارست ضغوطاً شديدة لطرد من تبقى من أتباع الأديان الأخرى ممن لم يعتنق المسيحية. ولكن تيار الإنسانية استطاع الحفاظ على روح التجديد في إسبانيا رغم التعقيدات السياسية والاجتماعية المركبة فيها.
وخلال حكم الملوك الكاثوليك برزت أعمال أنطونيو دي نبريخا (1442-1522) مؤلف أول كتاب في النحو الإسباني. واعتبر الكاردينال فرانثيسكو خيمينيث دي ثيسنيروس أكبر راعٍ للتيار الإنساني. فتميز عن باقي الأساقفة بتواضعه وشخصيته البسيطة وبذله أقصى جهود الإصلاح لحالة الفلتان بين الرهبان. وآمن أن التعليم هو أساس العملية الإصلاحية. وعلى الرغم من محدودية معرفته غير أنه توّج كأعظم راعٍ للدراسات الجديدة. أسس جامعة الكالا دي إيناريس عام 1498 التي تفوقت على باقي الجامعات باستثناء جامعة سالامانكا أكبر منافس لها. تزامنت حركته الإصلاحية مع أفكار دسيدريوس إراسموس في الوقت الذي ازدهرت به العقيدة الإيراسموسية في أوروبا وفي إسبانيا برعاية الملك كارلوس الأول.
وشاع أيضاً في ذلك العصر أعمالاً أخرى مثل كتاب بيدرو ميخيا، وفيه جمع معلومات علمية متفرقة، ويعدّ نموذجاً لنزعة عصر النهضة إلى المثالية. وساد اعتقاد أيضاً بإمكانية استخلاص الحكمة من عامة الشعب الذي حافظ دائماً على التقاليد الخالصة، لأن الشعب كان دائماً قريباً من الطبيعة.
يتناقض مع النزعة المثالية والحركة الإنسانية النزعات الاستعمارية الإسبانية في العالم الجديد. فظهر مناهضون لها مثل الراهب الدومينكاني بارتولومي دي لاس كاساس (1474–1566)، وكانت مبادؤه الأساسية: أن مفهوم الحرب غير عقلاني ومخالف لمعاني الحضارة، ولا ينبغي استخدام القوة ضد السكان المحليين، ولا يجوز إجبارهم على اعتناق المسيحية، وتفرض لاعقلانية الإنسان وحريته التبشير بالدين عبر الوسائل الناعمة والإقناع العاطفي.
ويجسد الدومينكاني اللاهوتي فرانثيسكو دي فيتوريا (1483-1546)، وهو أستاذ في سالامانكا، روح التجديد. عرف برفضه الاستناد على معايير ميتافيزيقية صرفة في دراسة مشاكل واقعية ولّدتها الحياة السياسية والاجتماعية المعاصرتين، فكان أول من مهّد لمباديء القانون الدولي المعاصر، مستنداً على الحقوق الطبيعية، ومؤكداً على الحريات الأساسية مثل الكلمة والاتصالات والتجارة وعبور البحار.
ماتت روح التسامح مع سيادة أفكار إيراسيموس في إسبانيا، ولم يتم التوصل إلى أية مصالحة أو تسوية بين البروتستانت والكاثوليك، وبدأ تيار الإصلاح المضاد، فعادت وحدة العقيدة للسيادة، وانتهت معها حركة النهضة داخل المسيحية، وجاء اليسوعيون لتثبيت تعاليم المسيحية في إسبانيا، وهي رهبنة أسسها القديس إغناطيوس دي لويولا (1491-1556). 
ووصل إلى إسبانيا قادمة من إيطاليا الأفلاطونية المحدثة، فقد بنى أفلاطون فلسفته حول الحب على مبدأ الارتقاء، إذا ينقل الحبّ الروح إلى الجمال.

## شعر النهضة
قسّم الشعر في هذه العصر إلى مدرستين: المدرسة السالامانكية (فراي لويس دي ليون) والإشبيلية (فرناندو دي إيريرا).
وتتمحور ملامح المدرسة السالامانكية على النحو التالي:
- إيجاز في اللغة.
- بساطة في التعبير.
- واقعية في الفكر.
- تفضيل المقاطع الصغيرة.
- الطبيعية والبساطة.

بينما تتمحور ملامح المدرسة الإشبيلية على النحو التالي:
- التكلف.
- المبالغة في تهذيب الشكل.
- اعتمادها على التأملية أكثر من الاحساسية، وعلى التوثيقية أكثر من مشاهدةً للطبيعة والحياة.
- تفضيل المقاطع الطويلة والنظم الشعري المسهب.
- الإسراف في استخدام الصفات والزخارف البلاغية.

ومع ذلك، فقد بنت هذه المدرسة جسور التواصل مع الحركات الشعرية في القرن السابع عشر تحت عنوان الحركة البروكية.

### البدايات
القصيدة الغنائية في عصر النهضة تنبع من التقليد الذي ورث مواضيعاً وأشكالاً من العصور الوسطى. ويتكون هذا الإرث من القصائد الغنائية التقليدية الشفهية والشعبية (التراتيل وأغاني الحب...)، والغنائية غير المكتوبة التي نقلتها دواوين قصائد الرومانس، مثل القصيدة المهذبة (قصائد خوان دي مينا وماركيز دي سانتيانا)، وقصائد البلاط وتعود جذورها للمنشدين المتجولين والمجموعة في دواوين أغاني، وأشهرها إيرناندو دي أكونيا. يلجأ الشعر التقليدي إلى توظيف الأبيات القصيرة، خصوصا ثمانية المقاطع.

### الصفات أو الخصائص
- سادت، بالنسبة للعروض، المقاطع الإحدى عشرية والسباعية، والقافية الصامتة، واستعملت النماذج الشعرية الإيطالية الشهيرة (ليرة، سيلفا، اوكتافا ريال، ثلاثية متسلسلة، السوناتة).
- ظهرت أجناس أدبية معروفة مثل القصيدة الرعوية (أبطالها رعاة غنم مثاليون)، والأودا أو الرسائلية (قصيدة في شكل رسائل).
- هيمن على اللغة في هذا العصر الطبيعة والبساطة، وتجنب التأنق والبهرجة، فتمتعت بمفردات ونحو بسيطين.
- فضلت المواضيع المتعلقة بالحب الأفلاطوني، بالطبيعة المثالية (رعوي)، بالأساطير كموضوع مركزي أو كمعالجة جمالية لموضوع الحب والجمال الأنثوي حسب المقاييس الكلاسيكية نفسها.

ولهذا ظهرت موضوعات عديدة في عصر النهضة وجدت نموذجها في العالم الكلاسيكي:
- «اغتنم اليوم» أو «انتهز الفرصة»، ومعه ينصح التمتع بالحياة قبل ظهور الشيخوخة.
- وصف الجمال المثالي للمرأة.
- الثناء على حياة الريف، بعيداً عن مادية المدينة ومخاطرها ومؤامراتها.
- وصف مثالي للطبيعة.
- الرضى بالبساطة وبما تمتلك، في توجه ضد الرغبة الجامحة للثروة.

### التقليد والأصالة في شعر عصر النهضة
استفاد شاعر هذا العصر من أسلوب تقليد نماذج الطبيعة. ولا تكمن الأهمية في إعادة إنتاج هذه النماذج بل في الروح التي جمعت وغذّت أفكار الآخرين. وأضحت كتابات الشاعر أصيلة بعد أن لمعت روحه وتعددت أفكاره التي ولدت من أفكار مستعارة واتحدت ليصبحا معاً عضواً واحداً لا يتجزأ. 
أعطى بذل الكثير من الجهود لإحداث تأثير أو إنجاز ترجمة أو اقتباس عمل شعوراً بالرضا عن الذات أو بالتقدير العام. وسبّب هذا صراعاً بين القديم والحديث في محاولةٍ لتسليط الضوء على الثقافة. واعتبر الشاعر في هذا العصر التقليد أساس أعماله، وللوصول إليها وجب عليه اللجوء إلى أكثر من مرجع وجعلها وحدة واحدة متكاملة إلى أن يتم تحويلها إلى شعور شخصي يؤدي إلى نتائج أصيلة وواضحة.

### شعر الحب
وجد في الشعر الغنائي، في النصف الأول من القرن السادس عشر، تياران رئيسيان:
- النمط التقليدي: أبقى هذا النمط على المواضيع والأشكال الشعرية من العصور الوسطى حيث تضمن الكثير من الشعر الغنائي التقليدي مثل: التراتيل وأغاني الحب والأناشيد... الخ، أو من الشعر الغنائي في القرن الخامس عشر بجوانبه العشقية وتربيته الأخلاقية، وعُرف عنه توظيف البحور القصيرة، خاصةً ثمانية المقاطع.
- النمط اللاتيني: هو نمط مجدد، تم تقديمه في إسبانيا من خلال أشعار مستلهمة من أعمال بترارك الإيطالي عُرفت في عصر النهضة. فهي تعكس ما استحدثه خوان بوسكان وغارثيلاسو دي لا فيغا المأخوذة من نماذج الشعر الغنائي المهذب في إيطاليا في ذلك الوقت. وقد استخدموا السوناتة وأبياتاً مكونة من أحد عشرة مقطع وأشكالٍ عروضية متنوعة مستوحاه من بترارك.

أثبتت دراسات خوسيه مانويل بليكوا ورافائيل لابيسا أن هذين التيارين لا ينقسمان في الواقع حيث أنهما ينحدران من المصدر نفسه وهو شعر البروفنسال. ويعود ظهور النمط اللاتيني إلى عام 1526 حين أصر أندريا نافاجيرو على خوان بوسكان أن يجرّب نظم سونتات وأنماط عروضية أخرى أنشدها أشهر الشعراء الإيطاليين بلغة قشتالة. وقد شاع في ذلك الوقت الحماس لاستخدام كلمات يونانية رومانية في النزعة الريفية، بالإضافة إلى حلم الرعوية في العصر الذهبي، والأساطير الكلاسيكية التي يمكن أن تساعد على التواصل والشعور بالحب.

#### غارثيلاسو دي لا فيغا
غارثيلاسو دي لا فيغا (1501-1536)، هو جندي ورجل بلاط في عصر الإمبراطور كارلوس الخامس. ولا يمكن الحديث عن حياته وسيرته الذاتية دون الإشارة إلى قصة عشقه للبرتغاليه إيزابيل فريري، إذ يجب الإتيان على ذكر غيرته عليها في زفافها وعلى معاناته الشديدة بسبب موتها. ويرتبط شعره بثلاثه أسماء رئيسية: فرجيل، بترارك، ياكوبو سانازارو. فاستوحى من فرجيل التعبير عن المشاعر، ومن بترارك العروض وبحثه في حالات النفس، ومن سانازارو مستواه الفني.
تميزت تعابير أبياته الشعرية بالعمق والتنوع التي أبرزها داماسو ألونسو في الرثائية الثانية، وهي نموذج مثالي على تداخل الأساليب التقنية لتقريب القارئ إلى لغه شعرية. وفيها يستعمل ثلاثة محفزات رئيسية: اللين والحزن والجدية. ويتمثل العروض الشعري لغارثيلاسو بخبرات روحه الهائجه بين المتناقضات، والتقى هذا بنماذج خاصة في التقليد الأدبي أثرت على المحتوى الشاعري وعلى التعابير، فتارةً تكثفها وتارةً تنقيها. بدأ غارثيلاسو بالاهتمام بجمال العالم الخارجي والجمال الأنثوي ومناظر الطبيعة، من دون أن تختفي الخصائص الإسبانية مثل الجدية والكبرياء أو الرغبة في الضياع، وهذه الخصائص الممثلة لنمط الحياة الجديدة تدفعه لتقديس الحب وجعل هذا النمط حافزاً للروح.

#### كاستييخو
ونميز داخل التيار التقليدي كريستوبال دي كاستييخو (1490-1550)، حيث أخذ بعض الشعراء قصائده المتعلقة بالحب لكتابة مواضيع الحب العذري ومواضيع الهجاء. ويرى الناقدون أن شعره حالة تأثر بأفكار إراسموس مختلطة بأخلاق البلاط. مزجت أعماله بين الاخلاقية والسخرية. وكان مناهضاً للتيار اللاتيني لكونه يترأس حركة الدفاع عن اللغة الوطنية في الإمبراطورية الجديدة.

#### خوان بوسكان
ولد خوان بوسكان الموغابير في برشلونة عام 1493 وتوفي عام 1542، وهو شاعر ومترجم كاتالوني يكتب باللغة القشتالية. ينحدر من عائلة نبيلة. قام بدارسة العلوم الإنسانية، وخدم في بلاط الملوك الكاثوليك ومن ثم الإمبراطور كارلوس الأول ملك إسبانيا، وكان مدرس دوق ألبا. وفي البلاط تعرف على شاعر آخر صار صديقاً له وهو دييغو أورتادو دي مندوثا الذي حمّله رسالة شهيرة إلى بوسكان. تزوج الكاتب الكتالاني من امرأة فلنسية مثقفة آنّا خيرون ريبوييدو. سافر إلى إيطاليا سفيراً لإسبانيا حيث التقى بالطليطلي غارثيلاسو وكانت بداية صداقة كبيرة بينهما.
كان بوسكان قد صقل الشعر الغنائي البلاطي، ثم أدخل الأبيات الإحدى عشرية والمنظومات الإيطالية مثل السوناتة، ثمانية ريال، الثلاثية المتسلسلة... الخ، والقصائد الإحدى عشرية البيضاء والبنية البتراركية في الشعر الإسباني. وأثناء تواجدهما في حدائق جنة العريف في غرناطة، أقنعه صديقه سفير البندقية وعالم الإنسانيات أندريا نافاجيرو، أن يقدم تجربة شعرية جديدة باستخدام هذه الأشكال الشعرية الإيطالية باللغة القشتالية.
وكذلك أقنع بها أصدقاءه غارثيلاسو ودون دييغو أورتادو دي مندوثا، وكتب بياناً حول النمط اللاتيني الجديد لعصر النهضة في رسالة موجهة إلى دوقة سوما، وقد وضعت كمقدمة في إحدى مجلداتها الشعرية. وكان لبعض السادة مثل كريستوبال دي كاستييخو مفهوماً وطنياً آخر للنهضة وبرز ذلك في أعمالهم الهجائية. ظهر نمط الأبيات الإحدى عشرية المقاطع إلى جانب نمط الأبيات الثماني المقاطع، وهي أكثر الأبيات المستخدمة في الشعر الغنائي الإسباني، كما بدأت المقاطع الإثني عشرية بالظهور لتستبدل نمط الإحدى عشرية عندما كانت القصائد تتحدث عن مواضيع مهمة، وهكذا بدأ الشعر الإسباني بإظهار أبيات ومواضيع وتعابير جديدة.
تعتبر قصيدة «البطل ولياندرو» لبوسكان أول قصيدة تخص مواضيع أسطورية وأساطير كلاسيكية. وعلاوة على ذلك أدخل عمله «رسالة إلى ميندوثا» إلى إسبانيا نموذجاً من الرسالة الأخلاقية كنموذج شعري تم تقليده من هوراس حيث تطرح فكرة الحكيم المعتدل والمتوازن.
نفت الدراسات الحديثة فكرة الجمود والجفاف في أبياته الشعرية بحجة أن الإسبانية لم تكن لغته الأم، فقد أثبت بوسكان اتقانه للغة الإسبانية، ففي عام 1534 قام بترجمة الجزء الثاني من كتاب «رجل البلاط» الذي ألفه الكاتب الإيطالي وعالم الإنسانيات بالداساري كاستيليوني عام 1528 بأسلوب نثري نهضوي. كما بدأ بتحضيره لطباعة أعمال صديقه غارثيلاسو إلى جانب أعماله ولكنه توفي قبل إكماله مشروعه، وقد تم طباعته من قبل أرملته عام 1543 في ورشة كارليس أموروس الذي عقد في برشلونة بعنوان «أعمال بوسان مع بعض أعمال غارثيلاسو».

## الأدب الديني
فرضت النهضة انقساماً بين الطبيعي والخارق للطبيعة أمام ما عُرف في العصور الوسطى الذي امتزج خلالها التدخل الإلهي وتدخل العذراء والقديسين فيما يتعلق بالشؤون الدنيوية من خلال الظهورات والمعجزات. وظهر في هذا العصر كتّاب دنيويون مثل غرثيلاسو دي لافيغا، وكتّاب عبّرت أعمالهم عن مشاعر دينية سواء أكانت شعراً أو نثراً. وانتشرت هذه المشاعر على نطاق واسع في عصر النهضة مُعززة بالإصلاح المضاد، أي رغبة القتال ضد الكنيسة البروتستانتية، وهي رغبة أصر عليها كل من الكنيسة الكاثوليكية وحكّام إسبانيا.

### الزهد والتصوف
يبرز الأدب الديني في الأطروحات النثرية التي تتحدث عن المسائل الروحانية تماماً مثل كتاب «أسماء المسيح» لفراي لويس دي ليون أو في قصائد غنية بالقضايا الروحانية مثل قصائد سان خوان دي لا كروز، وفي كلا الأسلوبين تم الإعراب عن التجارب الدينية من خلال الزهد والتصوف.
- الزهد: وفيه محاولة لجعل الأشخاص مثاليين من خلال التزامهم بالواجبات المسيحية. ومن الكُتاب الذين اشتهروا بهذا النوع: فراي لويس دي ليون (1504-1588)، سان خوان دي أبيلا أو المعروف بـيوحنا الافيلي (1500-1569)، وفراي خوان دي لوس أنخيليس (1536-1609).
- التصوف: وهو أسلوب للتعبير عن خبرة خاصة للروح في لحظات التواصل مع الذات الإلهية. وأبرز أشكال التعبير بها كان عبر أبيات شعرية دينية، وأشهر من عرف من كُتٌابها سان خوان دي لا كروز أو المعروف بـيوحنا الصليب. واعتبرت القديسة تيريزا أيضاً من أشهر كاتبات النثر في ذلك الوقت.

### سان خوان دي لا كروز
ولد في قرية فونتيبيروس في مدينة أبيلا عام 1542، ربما في 24 حزيران. درس العلوم الإنسانية بنية أن يصبح من الكارثوزيان غير أن التقاءه بالقديسة تيريزا جعله يلتحق برهبنة الكرمليين الحفاة في سن الثانية والعشرين، فقام بتغيير اسمه من خوان دي يبيس ليصبح خوان دي لا كروز. أكسبته محاولات إصلاح الرهبنة الكرملية الكثير من الأعداء، وقادته محاولاته هذه ليمضي فترة في السجن. نقل بعدها ليسجن في دير في طليطلة عام 1577 لمدة ثمانية أشهر حيث كتب «نشيد الروح»، وفي عام 1578 هرب من السجن.
شغل خوان دي لا كروز بقية حياته مناصب عديدة في الرهبنة الكرملية في مقاطعة أندلوسيا. فأصبح عميداً لكلية بايزا ومديراً روحياً للكرملية في بياس، واستلم عدة مناصب رئاسية دينية في الكرمليات في غرناطة ونائب مقاطعة أندلوسيا، بالإضافة لكونه مؤسساً للعديد من الأديرة. توقفت أعماله عام 1591 بسبب مرضه فنُقِل إلى أوبيدا (خاين) حيث توفي في الرابع عشر من كانون الأول من العام نفسه.
ألف بعض الأعمال التقليدية، معظمها من ثمانية مقاطع، لكن أهم أعماله هي ثلاث قصائد تعبر عن تجاربه الصوفية:
ليل مظلم للروح، قصيدة قصيرة من ثمانية ليرات حيث يصف عملية اتحاد رمزية للروح مع الذات الإلهية من خلال قصة خيالية، فالحبيبة (الروح) تخرج من بيتها في الليل المظلم للالتقاء بحبيبها (الله) للانضمام إليه في (نشوة صوفية).
نشيد الروح (وعنوانه الفرعي أناشيد بين الروح والزوج)، وهي أطول قصائده إذ نظمها في 40 ليرة، وتصف بأسلوب قصصي خيالي معابر الصوفية الثلاثة، وهي:
معبر الطهارة: تخرج الحبيبة (الروح) للبحث عن عشيقها (الله) سائلة عنه الطبيعة.
معبر التنوير: تلتقي الحبيبة بحبيبها على منبع وتجري معه حواراً عشقياً.
معبر الاتحاد: يبدأ الاتحاد ما بين الحبيبين، رمزا لاتحاد الروح مع الله.
نداء حب حي: وهي أقصر قصائده تكونت من 24 بيت بستة فقرات شعرية تعبر عن شعور الروح المشتعلة بفعل المحبة الإلهية.
ولشرح المعنى الرمزي للقصائد الثلاثة هذه كتب لاحقاً أربعة أطروحات نثرية بطريقة التعليق يعرض فيها جوهر عقيدته الصوفية: ففي الصعود إلى جبل الكرمل يشرح أول فقرتين من قصيدته ليل مظلم للروح، وفي الثالثة يشرح نداء حب حي.

## النثر في عصر النهضة
بقيت مجموعة كبيرة من الأجناس الفرعية لرواية القرن الخامس عشر باقية في القرن السادس عشر، وتستحق ثلاثة منها أن تولى اهتماماً خاصاً:
الرواية الرعوية: وهي من أصل إيطالي مثل الرواية العاطفية. فمع حلول عام 1554 ظهر أول نص إسباني ينتمي إلى هذا النوع «ديانا» وكتبها خورخيه دي مونتيمايور. وحظي نجاح هذا النوع من الرواية في نهايات القرن السادس عشر وبدايات القرن السابع عشر باهتمام ورعاية عدد كبير من الكتاب مثل لوبي دي فيغا في روايته لا أركاديا وميغيل دي ثيربانتس في روايته لا جالاتيا.
النثر التعليمي والديني: بلغ الأدب الديني ذروته خلال عهد فيليب الثاني الذي امتد بين عامي 1557 و1597، فكان تدين العائلة المالكة وروح الإصلاح المضاد وعادات ذلك الزمن جزءاً من الأهمية الاستثنائية التي وصل إليها هذا الأدب.
توسع الأدب الديني وشمل: 
- الدفاع عن العقيدة المسيحية: ويقدم مواضيع موالية للدين.
- الزهد: ويميل إلى غرس التعاليم الأخلاقية.
- التصوف: ويسعى إلى معرفة الله داخل الروح نفسها من خلال التأمل. وكان للكتابة الصوفية في القرن السادس عشر أهمية كبيرة خاصة بالنسبة لتطور اللغة وتعزيزها.

### رواية لاثريو دي تورميس
لاثريو دي تورميس هي رواية من روايات أدب الشطار، والمعروفة كأحد الأجناس الأدبية التي لمعت في هذا القرن، وتتميز هذه الرواية بما يلي:
الرواية سرد لسيرة ذاتية موجهة لشخص ثالث ذي منصب اجتماعي أعلى مكانة من الراوي. وتتبع الرواية السرد التاريخي المتسلسل. ويعد الحوار والتهكم أبرز الأساليب المتبعة في السرد بهدف تصعيد الحبكة وتقديم نقد اجتماعي. والبطل هو أحد الشطار أو الصعاليك، بمعني:
- ينتمي إلى طبقة اجتماعية دنيا.
- يتحرك تحت ضغط الجوع أو الترزق.
- يسعى جاهداً لتحسين حياته.
- صاحب مباديء.

كتبت الرواية، مجهولة المؤلف، عام 1554، وتحكي قصة حياة لاثرو من نهر تورميس منذ ولادته حتى زواجه في طليطلة من خادمة الأسقف. وخلالها يستخدمه عدة أسياد يسيئون معاملته ويضنون عليه بالطعام. افتتحت هذه الرواية روايات الشطار، وتتميز بين روايات العصر الذهبي الإسباني بأصالتها إذ أنها تقدم الواقع مقارنة مع المثالية أو نزعة التدين في أدب العصر والمرحلة السابقة له مباشرة مثل أدب الفروسية والرواية العاطفية وغيرها.